# Софија Замоло
Софија Замоло (шп. Sofía Zámolo) је агрентинска манекенка и фото-модел, рођена 21. марта 1983. године у Буенос Ајресу (Аргентина). Своју манекенску каријеру започиње са 16 година у школи Colegio Marín у San Isidro. Тренутно ради за Multitalent Agency из Буенос Ајреса.